# موجودی که من نمی‌شناسم
«موجودی که من نمی‌شناسم» (انگلیسی: A Creature I Don't Know) سومین آلبوم از هنرمند اهل بریتانیا لارا مارلینگ است.